# Chiesa del Crocefisso (Licodia Eubea)
La chiesa del Crocefisso o della trinità oppure comunemente chiamata dell'ospedale è sita in corso Umberto I nel cuore dell'abitato di Licodia Eubea.

## Storia
La chiesa del Crocefisso fu edificata nel 1607, anno riportato sulla trave del portone d'entrata. Il tempio fu fatto costruire da Don Ascenzio De Pisanis, religioso di origine catalana, sotto il regno di Filippo III di Spagna e sotto il marchesato di Vincenzo Santapau. La chiesa attuale sostituì una cappella rupestre dedicata alla S.S Trinità. Uno dei due nomi con cui è chiamata la chiesa, ossia dell'Ospedale, deriva dal fatto che una struttura ospedaliera, già funzionante dal 1500, era annessa ad essa. La chiesa del Crocifisso è una delle più ben conservate strutture religiose di Licodia. Infatti il tempio resistette al terremoto del 1693 e ancora oggi si conserva in tutto il suo splendore. Il prospetto della chiesa è caratterizzato dalla torre campanaria che ospita l'orologio comunale e una campana di particolare pregio storico. La campana in questione risale al 1489.

## Descrizione

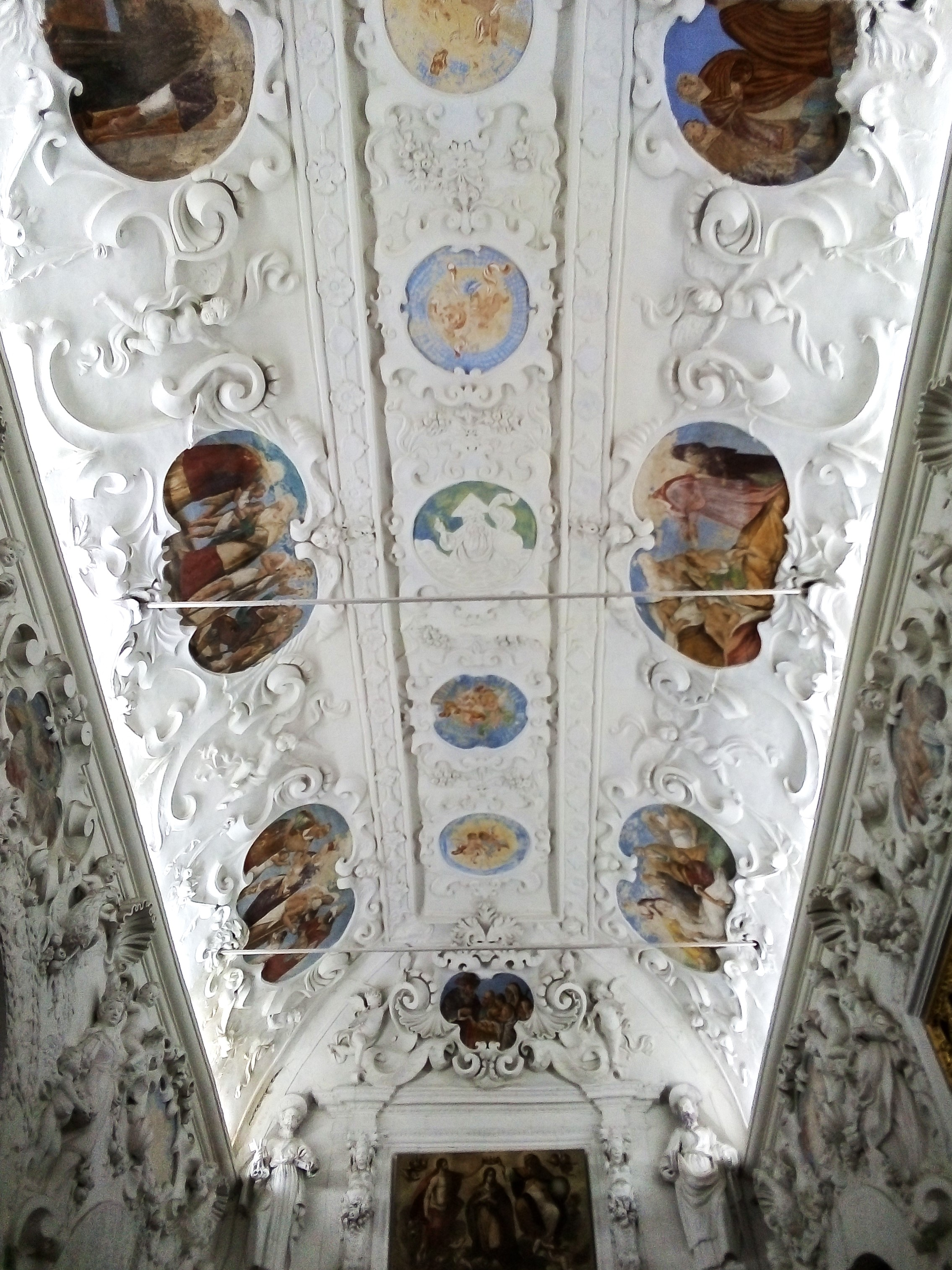
Particolare della volta della chiesa

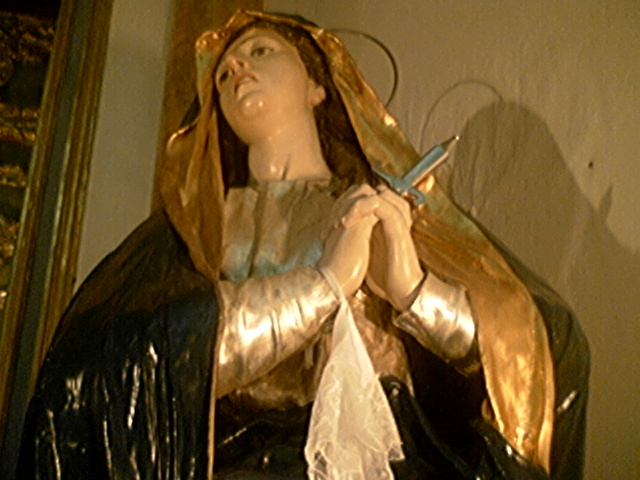
Ignoto, Addolorata, caratpesta, sec. XVIII, chiesa del Crocfisisso, Licodia Eubea

La chiesa al suo interno è riccamente decorata da stucchi barocchi e da affreschi che abbelliscono la volta dell'unica navata da cui è composto l'ambiente. Le decorazioni a stucco e le pitture della volta sono riferibili al secolo XVII e vengono attribuiti dagli studiosi locali ai Blanco, famiglia di stuccatori attivi ancora nel XVIII secolo a Licodia e nel territorio. 
Le pittura della volta raffigurano le sette opere di carità e brani dell'antico testamento nell'ordine inferiore. 
La chiesa è dotata di una cappella laterale posta sul lato sinistro della navata dove è il sepolcro del fondatore dell'edificio il sacerdote catalano Ascensio De Pisanis, vissuto tra il XVI e il XVII secolo, la cui insegna sepolcrale venne realizzata dal nipote, figlio della sorella Franceschiella. Sull'altare della cappella è il maestoso Crocifisso ligneo di autore ignoto, probabilmente proveniente dall'area napoletana, ascrivibile alla seconda metà del secolo XVII. Durante la settimana Santa, la genesi dei cui riti la tradizione attribuisce al sacerdote De Pisanis, la chiesa acquista un ruolo centrale per la presenza del Crocifisso e soprattutto dell'Addolorata e di una Croce lignea condotta per le vie cittadine dal devoto che se la aggiudica nel corso della tradizionale "asta della Croce". 
Gli altari laterali della navata sono sormontati da grandi pale, alcune delle quali sono attribuite al pittore locale Mariano Cusmano, vissuto nel XVII secolo. Si ricordino in particolare la Strage degli Innocenti del 1673 e il San Cristofaro.